# Gora Vil'kickogo
Gora Vil'kickogo är ett berg i Antarktis. Det ligger i Östantarktis. Australien gör anspråk på området. Toppen på Gora Vil'kickogo är 1 500 meter över havet.
Terrängen runt Gora Vil'kickogo är huvudsakligen platt, men åt nordväst är den kuperad. Trakten är obefolkad. Det finns inga samhällen i närheten.